# إريك سوان لوند
إريك سوان لوند (4 أبريل 1923 – 31 أكتوبر 2012) هو مبارز بالسيف دنماركي راحل، مثّل بلاده في الألعاب الأولمبية الصيفية 1952.

## روابط خارجية
إريك سوان لوند على موقع أوليمبيديا (الإنجليزية)